# Зайчевское
Зайчевское (укр. Зайчівське) — посёлок в Витовском районе Николаевской области Украины.
Основано в 1883 году. Население по переписи 2001 года составляло 488 человек. Почтовый индекс — 57242. Телефонный код — 512. Занимает площадь 24,06 км².

## Местный совет
57242, Николаевская обл., Витовский р-н, пос. Коларовка, ул. Парниковая, 1, тел.: 60-99-94